# Проклятието на обсебения
„Проклятието на обсебения“ (на английски: Hangman's Curse) е американски филм на ужасите от 2003 година на режисьора Рафал Зиелински, адаптация на едноименния религиозен роман от 2001 г. на Франк Перети. Във филма участват Дейвид Кийт, Мел Харис, Лейтън Мийстър и Дъглас Смит.